# Табори перевиховання в Сіньцзяні

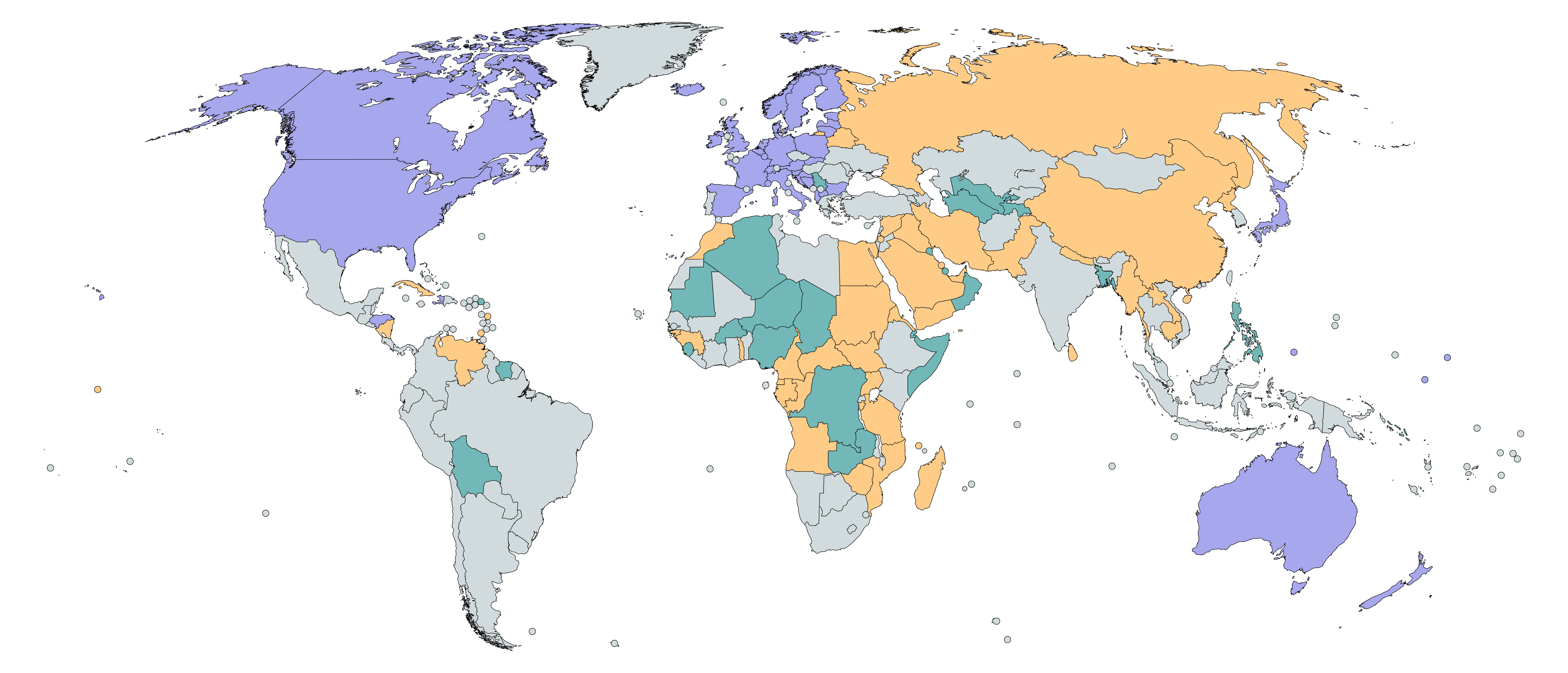
Держави, які висловили підтримку (помаранчевим), неприйнятність (аметистовим), підтримку, яку відтак відкликали (синявим) та не висловлювалися (сірим) щодо таборів перевиховання в Сіньцзяні

Табори перевиховання в Сіньцзяні (офіційна назва в КНР — Центри професійної освіти та підготовки) — інтернувальні табори, керовані владою Сіньцзян-Уйгурського автономного регіону та комітетом Комуністичної партії Китаю (КПК), ціллю яких є індоктринування уйгурів та інших мусульман (включаючи перегляд телебачення) Табори почали функціонувати 2017 року як частина «народної війни з тероризмом», анонсованої 2014 року.
Табори було розгорнуто за керівництва генерального секретаря ЦК КПК Сі Цзіньпіна, а координування діяльності таборів здійснює секретар комітету КПК Чень Цюаньго. Існують докази функціонування таборів перевиховання поза правовою системою; велику кількість уйгурів інтерновано без суду та без пред'явлення проти них звинувачень. Органи місцевої влади утримують у цих таборах сотні тисяч уйгурів та представників інших етнічних меншин із заявленою метою протидії екстремізму та тероризму та сприянню китаїзації.